# چرخش (پروپاگاندا)
چرخش خبری یا اسپین یکی از شگردهای پروپاگاندا و علوم روابط عمومی است. متخصصان توجیه‌گری (به انگلیسی: Spin Doctor) بخشی از متخصصان حرفه روابط عمومی را تشکیل می‌دهند و در کادر عملیاتی دولت‌ها، حزبها، فرقه‌ها و گروه‌های مذهبی و سازمان‌های اقتصای چون بانک‌ها، بیمه‌ها، موسسه‌های لابی‌گری و غیره جایگاه ویژه و بسیار مهمی را دارا هستند.

## پیشینه
سال بلو، رمان نویس کانادایی در سال ۱۹۷۷ میلادی برای اولین بار در یک سخنرانی نام «اسپین دکتر» را به زبان آورد. «ویلیام سفیر» نویسنده روزنامه نیویورک تایمز در مقاله ۲۱ اکتبر ۱۹۸۴ خود در رابطه با مناظره تلویزیونی انتخاباتی دو نامزد ریاست جمهوری آمریکا، برای نخستین بار مشاورهای انتخاباتی والتر ماندیل و رونالد ریگان را «اسپین دکتر» نامید. این واژه امروزه در تمامی زبان‌های جهان با بار منفی ویژه‌ای استفاده می‌شود.

## عملکرد و روش‌ها
واژه توجیه‌گری در انگلیسی Spin است که به معنای چرخیدن و چرخاندن است و اسپین دکترها با مأموریت ویژه از طرف سازمان‌ها یا دولت‌ها مشغول به ساختن، پرداختن، «صاف کردن» یا به اصطلاح «چرخاندن» خبر هستند. متخصّص‌های توجیه‌گری مبلغ یک سیستم، سازمان تجاری، یک سیاست‌مدار، فرقه یا دولت هستند. از جمله وظایف آن‌ها می‌تواند این موارد باشد:
- پخش عمدی و «هدف‌گیری شده» اخبار محو، شناور، نیمه اشتباه یا حتی کاملاً اشتباه (دروغ) تا بتوانند واکنش یک گروه یا مردم یک منطقه یا کشور را ارزیابی کنند یا اینکه روی مردم تأثیر بگذارند (باور سازی) و حتی الامکان نظر ایشان را به نفع «کارفرما» عوض کنند.

به عنوان مثال وقتی دولتی بخواهد قانون مهمی را که پیامدهای کلان برای مردم و جامعه خواهد داشت در مجلس به تصویب برساند و در مورد واکنش مردم در این رابطه شک داشته باشد، توجیه‌گران اخبار «شناوری» را در مورد قانون مربوط با روش ویژه‌ای به گوش رسانه‌ها می‌رسانند (به اصطلاح لانسه می‌کنند). پس از پخش خبر، کارشناسان واکنش جامعه را سنجیده و به دولت گزارش می‌کنند. اگر واکنش رسانه‌ها و جامعه منفی باشد دولت موجودیت چنین طرح یا قانونی را (به خصوص در دورانی که انتخاباتی در پیش باشد) تکذیب می‌کند.
- زمینه‌سازی و درست جلوه دادن مقاصد سازمان، فرد یا دولت کارفرما (مثلاً برای آغاز یک جنگ یا یک درگیری اقتصادی افراد حقیقی یا حقوقی).
- روحیه‌سازی مردم و آماده ساختن جامعه یا جوامع برای مقاصد انتخاباتی، اقتصادی یا نظامی کارفرما.
- القای حس منفی یا مثبت جمعی نسبت به یک شخص، حزب یا تفکر. برای مثال، بسیاری از منابع نشان می‌دهند در انتخابات ریاست جمهوری ۲۰۱۶ آمریکا، از شمار گسترده از ربات‌های شبکه اجتماعی برای جریان دهی به افکار عمومی در ارتباط با ایمیل‌های فاش شده هیلاری کلینتون استفاده شد.[۳][۴]
- صحنه‌سازی برای ساختن فیلم مستند جعلی یا عکس‌برداری هدفمند مطابق خواست کارفرما. (ر.ک. به فیلم‌های مستند خبری جنگ خلیج فارس به رهبری جرج بوش اول). نمایش اردکهای آغشته به نفت خام در ساحل خلیج فارس یا پرندگان دیگر نیمه جان یا مرده آلوده به نفت در ساحل دریا، یا گزارش‌های «دردناک» دخترکی (که بعداً فاش شد که او دختر سفیر کویت در ایالات متحد آمریکا است) دربارهٔ کشتار جمعی کودکان در بیمارستان‌های کویت. (همه این اخبار جعلی توسط برخی مطبوعات آمریکایی، هرچند دیرهنگام، ولی عاقبت افشاء شدند). نمونه دیگر یک فیلم خبری در تلویزیونهای اروپا و آمریکا در رابطه با شادی و پایکوبی مردم فلسطینی پس از ماجرای حملات ۱۱ سپتامبر و نابودی برج‌های دوقلو در همین راستا بود که چند سال بعد به وسیلهٔ رسانه‌های اروپایی برملا شد. یک سازمان «خبر چرخان» آمریکایی صحنه‌هایی از یک مجلس شادمانی (عروسی؟) را با مهارت بسیار کنار هم مونتاژ کرده بود تا «شادی» فلسطینی‌ها را پس از نابودی برج‌های دوقلو نشان بدهد. این فیلم به اصطلاح «خبری» را در آن زمان تمامی تلویزیونهای غرب با تفسیرهای خشم آلود پخش کردند.

تمامی این رسوایی‌های «خبررسانی» دستکاری شده که در مقطع زمانی ویژه انتشار، موفقیت بزرگی برای «کارفرما» محسوب می‌شدند، بسیار دیر برملا شدند و به همین خاطر علاقه مردم دنیا در رابطه با جعلی بودن آن‌ها و ابراز احساسات منفی مردم بسیار اندک بود.

## لابی‌گری با کمک اسپین دکترها
لابی‌گری در برابر دولت‌ها یکی از مهم‌ترین افزار اسپین دکتر هاست. به گفته هفته‌نامه اشپیگل از قول یک سازمان تحقیقاتی آمریکایی صنایع، ارگان‌ها، سندیکاها، زمین بازها، بانکها، بیمه‌ها و غیره سالانه تقریباً ۳٫۰۰۰٫۰۰۰٫۰۰۰ (سه میلیارد/ در سال ۲۰۰۶ م) دلار صرف عملیات لابی‌گری می‌کنند تا به روی دولت مرکزی و ارگان‌های آن تأثیر بگذارند و بتوانند اهداف و مقاصد خود را پیش ببرند و عملی کنند. صنایع داروسازی از مهم‌ترین سرمایه‌گذاران در این بخش هستند.
خود دولت آمریکا سالانه مبلغی بیش از ۲٫۵۰۰٫۰۰۰٫۰۰۰ دلار (دو میلیارد و پانصد میلیون/ در سال ۲۰۰۶ م) هزینه عملیات اسپین دکترها می‌کند. (ر.ک. هفته‌نامه سیاسی «اشپیگل» آلمان/ مقاله «اساتید جعل» شماره ۳۱ سال ۲۰۰۶ صفحه ۷۲) این هزینه‌ها در بخش‌های سیاسی، اقتصادی، دیپلماسی، مذهبی و غیره صرف می‌شوند.

## یکی از روش‌های رایج کار
به گفته اشپیگل یکی از مهم‌ترین مکان‌های فعالیت اسپین دکترها هیئت تحریریه رسانه هاست. به عنوان مثال ژورنالیستهای رسمی رسانه‌ها از طرف سازمان‌های بیرون از رسانه مربوطه به نوعی استخدام یا تحت پوشش آورده می‌شوند و با دریافت دستمزد خواسته‌های کارفرمای ثانی را به نام کارفرمای اصلی و معتبر (یعنی رسانه) که ظاهراً حالت بی‌طرفانه دارد منتشر می‌کنند. اشپیگل می‌نویسد ما خودمان نمی‌دانیم که چند تن از همکاران ما در حقیقت اسپین دکتر و «نفوذی» هستند.

## فعالیت اسپین دکترها در رابطه با همه‌پرسی «برکسیت» در بریتانیا
در مبارزه جناح‌های موافق و مخالف موضوع این همه‌پرسی، اسپین دکترها نقش عمده‌ای ایفا کردند و عاقبت جناح موافق با خروج بریتانیا از اتحادیه اروپا پیروز شد. جناح بازنده علناً اشاره به فریب دادن مردم توسط طرف مقابل می‌کند در حالی که خودش تعداد زیادی اسپین دکتر در اختیار داشته. بنا بر گزارش‌های متفاوت، در رابطه با خروج بریتانیا از اتحادیه اروپا، رسانه‌های روپرت مرداک فعالیت کلانی انجام دادند. در ماه‌های قبل از همه‌پرسی روزی نگذشت که در صفحه اول روزنامه‌های گروه مرداک خبری منفی دربارهٔ اتحادیه اروپا منتشر نشود. یکی از کارسازترین پیام‌ها در این باره «هجوم» ترکها در آینده نزدیک (پس از عضو شدن در اتحادیه اروپا) به اروپای مرکزی و بریتانیا بود که حقیقت ندارد، زیرا تا عضو شدن ترکیه راه بسیار مشکل و طولانی در پیش است و کلا عضویت ترکیه هنوز قویا زیر سؤال است.

## فیلم‌های در رابطه اسپین دکترها
در رابطه با شغل پر درآمد اسپین دکترها در آمریکا چند فیلم سینمایی و سریال تلویزیونی تولید و اکران شده که برخی هدف روشنگری و برخی هدف تمسخر این حرفه را دارند، از جمله: «Wag the Dog» (وقتی دُم سگش را تکان می‌دهد)، «Thank You for Smoking» یا سریال‌های «Chaos City» و «The Thick Of It».

## فیلم ۳۰۰
در سال ۲۰۰۷ م فیلم ۳۰۰ که فرهنگ ایران باستان را به شکل چشمگیری منفی جلوه می‌دهد، در آمریکا اکران شد و در بسیاری محافل دولتی، رسانه‌ای و مردمی مورد بحث بود. دولت وقت ایران و بخش قابل توجهی از ایرانیان بر این باور بودند که این فیلم «سفارشی» بوده و برای آماده‌سازی روحیه آمریکایی‌ها برای حمله به ایران ساخته شده. دو وزیر کابینه وقت در سخنرانی‌هایشان این نظریه را به وضوح اعلام کردند.

## معروف‌ترین اسپین دکترها
- Edward Bernays، خواهر زاده زیگموند فروید به عنوان اولین اسپین دکتر آمریکایی شناخته می‌شود.
- دیوید اکسلراد، مدیر کادر مبارزات انتخاباتی اوباما و از عوامل پیروزی او بود. جمله معروف اوباما: «Yes We Can» از قلم اوست. او اسپین دکتر اصلی باراک اوباما شمرده می‌شود.
- Alastair Campbell، مهم‌ترین مشاور و اسپین دکتر تونی بلر بود.
- Karl Rove، که «جرج بوش پسر» او را معمار پیروزیش در انتخابات نامید.